# 倫道夫·卡特的供述
《倫道夫·卡特的供述》是美國作家霍華德·菲利普斯·洛夫克拉夫特的一篇短篇小說。這篇故事於1919年12月創作，首次發表於1920年5月的雜誌The Vagrant。 故事描述了倫道夫·卡特（一位鬼才學生，代表了洛夫克拉夫特自己）生活中的一次心理創傷事件。這是卡特首次登場的故事。在1992年被改編成《不可名狀II：倫道夫·卡特的供述》。

## 情節
《倫道夫·卡特的供述》以第一人稱寫成，卡特在沼澤地中被人找到，那時的他陷入失憶中。在他的陳述中，卡特試圖解釋他的同伴，神秘學家哈利·沃倫(虛構人物)失蹤的原因。
沃倫得到了一本用未知語言寫成的書，但他從未向卡特透露書本的確切內容。卡特提到，沃倫還擁有其他一些與禁忌知識有關的的書籍，其中幾本是用阿拉伯語寫的。
從他獲得的這本書中，沃倫推斷出地表世界和地下世界之間存在著入口，有可能是門或樓梯。他鼓勵卡特與他一同前往其中一個入口的所在處，這個入口位於大柏樹沼澤附近的一座古老墓地。
抵達後，沃倫找到了一座墓碑，打開它，露出一條通向地底的樓梯。他帶著一盞燈籠離開卡特，走下樓梯並進入黑暗中，並通過一根電話線與卡特保持聯繫。
在沉默了幾分鐘後，沃倫突然開始發出模糊而恐慌的喊叫，在絕望的懇求中，要卡特趕緊逃跑。最後，在沃倫沉默了幾分鐘後，卡特沿著電話線呼喚他，只聽到一個陌生的聲音告訴他沃倫已經死了。

## 角色

### 倫道夫·卡特
倫道夫·卡特是洛夫克拉夫特最常出現的角色之一。《H.P.洛夫克拉夫特百科全書》將這篇故事的時間點放在在《夢尋秘境卡達斯》之後，在《不可名狀》和《銀鑰匙》之前。

### 哈利·沃倫
哈利·沃倫是一位神秘的神秘學家，在這篇故事中，他在勘探大柏樹沼澤中的地下墓穴時喪生了。在他失蹤後，在倫道夫·卡特對警方的供述中：
- 「五年來，我一直是他最親密的朋友，也是他對未知領域可怕研究的部分分享者。」
- 「沃倫總是支配著我，有時我害怕他。」

卡特特別提到沃倫的一種表情使他感到害怕。沃倫則自認是一個具有「堅不可摧的感知力」的人。
在這篇故事中，沃倫擁有一個收藏，收藏中都是一些奇異而罕見、與禁忌領域有關的書。收藏中許多書籍是用阿拉伯文寫成的，另外有一本惡魔相關的書，用卡特從未見過的文字寫成。在啟發這個故事的夢境中，沃倫這個角色實際上是洛夫克拉夫特的朋友薩繆爾·洛夫曼。洛夫曼也出現在《奈亞拉托提普》的夢境中。
沃倫在其他洛夫克拉夫特的故事中也有提及。在《銀鑰匙》中，他被提及為來自南方的人”，因閱讀史前書籍和從印度和阿拉伯走私而被人忌諱、回避和恐懼。在《穿越銀鑰匙之門》中，他來自南卡羅來納州，並且是喜馬拉雅山的原始納卡爾語專家。
沃倫在布賴恩·倫利的泰特斯·克羅系列中也有被提及，他在該系列為波士頓心靈感應小組的成員。